# Chrono Trigger
Chrono Trigger (クロノ・トリガー, Kurono Torigā) é um jogo de RPG eletrônico desenvolvido pela Square Co. Foi lançado para o console Super Nintendo no Japão em março de 1995, e uma versão aprimorada para PlayStation foi lançada em novembro de 1999. Uma outra versão do jogo para o console portátil Nintendo DS foi lançada em 25 de novembro de 2008 no Japão e um dia depois nos EUA. O Chrono Trigger também foi portado para telefones celulares i-mode, Virtual Console, PlayStation Network, dispositivos iOS, dispositivos Android, e Microsoft Windows. O jogo foi revolucionário para a época e exige bastante do console, é considerado por muitos um dos melhores jogos já feitos na história dos games.
O jogo foi desenvolvido por uma equipe que foi apelidada de Equipe dos Sonhos (The Dream Team): Hironobu Sakaguchi (produtor da série Final Fantasy), Yuji Horii (diretor da série de jogos Dragon Quest), Akira Toriyama (criador de mangás famosos, como Dragon Ball e Dr. Slump), o produtor Kazuhiko Aoki e Nobuo Uematsu (músico de Final Fantasy). Toda a equipe trabalhou com a ideia de que este jogo teria de ser revolucionário, envolvendo múltiplos fins, uma história dramática, um bom sistema de batalhas e belos gráficos. No jogo há inúmeras referências a eventos e nomes de mitologias, lendas e História. A trilha sonora de Chrono Trigger é considerada uma obra prima e rendeu um CD triplo no Japão, tornando-se uma das trilhas de videogames de maior sucesso da história. Este trabalho foi a estreia do compositor Yasunori Mitsuda, que contou com o auxílio do veterano Nobuo Uematsu, responsável por outras trilhas de jogos clássicos da Square como Final Fantasy e Secret of Mana.

## Jogabilidade
Chrono Trigger possui uma jogabilidade de RPG padrão com diversas inovações. O jogador controla o protagonista e seus companheiros (no máximo três personagens) pelo mundo fictício do jogo, composto por diversas florestas, cidades e cavernas. A navegação ocorre através de um mapa aéreo de visão do mundo. Áreas como florestas, cidades e palácios são retratadas em mapas mais realistas, em que os jogadores podem conversar com habitantes para procurar itens ou serviços, resolver desafios ou enfrentar inimigos. A jogabilidade de Chrono Trigger difere dos RPG tradicionais da época ao trazer inimigos visíveis no mapa em vez de encontros aleatórios. Outra novidade é que as batalhas ocorrem diretamente no mapa, no lugar de uma tela específica.

Uma batalha em Chrono Trigger

Jogadores e inimigos podem desferir ataques físicos ou mágicos durante a batalha, e jogadores podem usar itens para curar ou proteger os personagens. Cada personagem e inimigo tem um certo número de pontos de vida que podem ser reduzidos com ataques inimigos ou restaurados com itens e magias. Quando um personagem controlado pelo jogador perde todos os pontos de vida, desmaia; se todos os personagens são derrotados, o jogo acaba e deve ser restaurado a partir do último ponto de salvamento, em exceção de batalhas específicas que permitem ou forçam a derrota do jogador. Entre as batalhas, o jogador pode equipar seus personagens com armas, armadura, elmo e acessórios com efeitos diversos, e vários itens podem ser usados dentro e fora das batalhas. Itens e equipamentos podem ser comprados em lojas ou encontrados em baús de tesouro.
Chrono Trigger usa uma versão melhorada do Active Time Battle — marca registrada dos jogos Final Fantasy e criada por Hiroyuki Itō para Final Fantasy IV— nomeado "Active Time Battle 2.0". Cada personagem pode agir na batalha assim que sua barra de espera é preenchida. Magias e técnicas físicas são apresentadas através de um sistema chamado "Techs". Techs consomem os pontos de magia do personagem e em alguns casos possuem áreas de efeito especiais. Uma característica inovadora em tal sistema é a existência de diversas técnicas cooperativas. Cada personagem possui oito Techs que podem ser usadas em conjunto com as de outro personagem. Por exemplo, a Tech Cyclone de Crono pode ser combinada com a Flame Toss de Lucca para criar a técnica Fire Whirl.
Chrono Trigger apresenta vários outros traços distintos de jogabilidade, incluindo viagem no tempo. Os jogadores têm acesso a sete eras da história do mundo do jogo, e as ações anteriores afetam eventos futuros. Ao longo da história, os jogadores encontram novos aliados, concluem missões secundárias e procuram vilões importantes. A viagem no tempo é realizada por meio de portais e pilares de luz chamados "portões do tempo", bem como uma máquina do tempo chamada Epoch. O jogo contém doze finais únicos, sendo treze nas versões para DS, PC, IOS e Android; o final que o jogador recebe depende de quando e de como se alcança e completa a batalha final do jogo. Chrono Trigger DS apresenta um novo final que pode ser acessado no End of Time após a conclusão da masmorra extra final e do boss final opcional. Há ainda um 14º final, chamado de  Apocalipse, que ocorre quando o jogador desafia o último chefe, Lavos, e é derrotado por ele. Chrono Trigger também apresenta uma opção New Game Plus; após completar o jogo, o jogador pode começar um novo jogo mantendo os níveis dos personagens, técnicas e equipamentos, excluindo dinheiro. No entanto, certos itens centrais da história são removidos e devem ser encontrados novamente, como a espada Masamune. A Square empregou o conceito New Game Plus em jogos posteriores, como em Chrono Cross, Final Fantasy XV, dentre outros.

## Enredo

### Personagens
Os sete personagens controláveis de Chrono Trigger vêm de diversas eras. Chrono Trigger começa em 1000 AD com Crono, Marle e Lucca. Crono é o protagonista silencioso, caracterizado como um jovem destemido que utiliza uma katana em batalha. Marle (a princesa Nadia) vive no castelo de Guardia. Apesar da vida confortável, ela gosta de ocultar sua identidade real. Lucca é amiga de Crono e um gênio da mecânica, cuja casa é lotada de equipamentos de laboratório e máquinas. Na era de 2300 AD se encontra Robo, um robô com personalidade quase humana, criado para ajudar a sociedade. A confiante Ayla vive em 65.000.000 BC. Dotada de incomparável força física, Ayla é a líder de sua tribo e os guia em uma guerra contra uma espécie de répteis humanoides.
Os dois personagens restantes são Frog e Magus. Frog vive em 600 AD e foi um escudeiro chamado Glenn, até ser transformado em um sapo antropomórfico por Magus, que também matou seu amigo Cyrus. Frog dedica sua vida à proteção da rainha Leene, mas também deseja vingar Cyrus. Enquanto isso, Guardia em 600 AD se encontra em guerra com uma raça de demônios e animais inteligentes sob a liderança de Magus, um poderoso feiticeiro. O passado de Magus é coberto por mistérios: ele outrora era conhecido como Janus, o jovem príncipe do reino de Zeal, destruído por Lavos em 12000 BC. Tal acontecimento o mandou para outra era, onde ele arquiteta um plano de vingança contra Lavos e tenta descobrir o destino de sua irmã, Schala. Lavos, que desperta e devasta o mundo em 1999 AD, é um parasita extraterrestre que se alimenta do DNA do planeta.

### História
Em 1000 AD, Crono e Marle observam Lucca e seu pai em uma demonstração de seu teleportador em uma feira milenar. Quando Marle se candidata a testar o aparato, seu colar interfere com o teleportador e gera um portal do tempo que a puxa para dentro.  Depois que Crono e Lucca conseguem gerar o portal novamente e chegam em 600 AD, encontram Marle, mas ela desaparece logo depois. Lucca percebe que o reinado deste período confundiu Marle com uma ancestral com o apoio de Frog, restauram a história ao salvarem a rainha sequestrada. Depois de voltar para o presente, Crono é preso sob a acusação de sequestrar a princesa e condenado à morte pelo chanceler de Guardia. Lucca e Marle ajudam Crono e fogem, usando outro portal para escapar dos guardas que os perseguem. O portal os deixa em 2300 AD, onde o trio descobre que uma avançada civilização havia sido destruída por uma gigantesca criatura conhecida como Lavos que apareceu em 1999. O trio decide encontrar uma forma de impedir a futura destruição do mundo. Após encontrar e consertar Robo, Crono e suas amigas conhecem Gaspar, um sábio que os ajuda a adquirir poderes mágicos e viajar pelo tempo através de pilares de luz.
Depois eles voltam a 600 AD para enfrentar Magus, acreditando que ele era o responsável pela ascensão de Lavos. Após a batalha, um feitiço de invocação gera um portal do tempo que joga Crono e seus amigos no passado. Na pré-história, o grupo enfrenta uma raça reptiliana e presencia a origem de Lavos: ele é um ser alienígena que chegou no planeta há milhares de anos e começou a absorver DNA e energia de todos os seres vivos antes de atacar o planeta em 1999 para gerar uma cria. em 12000 BC, Crono e equipe descobrem que o reino de Zeal recentemente descobriu a existência de Lavos e pretende absorver sua energia para obter imortalidade. A líder de Zeal, a rainha Zeal, os bane do reino e bloqueia o portal utilizado para chegar nesta era. O grupo volta a 2300 AD para encontrar uma máquina do tempo, para poder viajar entre as eras sem depender dos portais. Assim, conseguem voltar a Zeal. Neste momento, Lavos desperta e o profeta de Zeal revela ser Magus, tentando matar a criatura. Crono também tenta enfrentar Lavos, mas é vaporizado por um poderoso raio. Em seguida, Lavos destrói Zeal.
Os amigos de Crono despertam em um vilarejo e encontram Magus, que revela ter sido o príncipe Janus de Zeal em tempos passados. Magus conta que o desastre de Zeal espalhou os 3 Gurus de Zeal pelo tempo e o enviou para a Idade Média. Lá, Janus assume a identidade de Magus e reúne um culto de seguidores enquanto planeja invocar e matar Lavos para vingar a morte de sua irmã Schala. A chegada de Crono e sua equipe frustrou seus planos, e quando chegou a Zeal, se apresentou como profeta. O grupo busca a ajuda de Gaspar, que os presenteia com um aparato em forma de ovo que permite trocar Crono por um clone antes de sua morte. Crono e sua equipe então partem em diversas missões informadas por Gaspar. Por fim, os heróis invadem a fortaleza voadora onde Zeal se abriga e derrotam a maléfica rainha, destruindo Lavos e salvando o mundo em seguida.

## Desenvolvimento
Chrono Trigger foi concebido em 1992 por Hironobu Sakaguchi, produtor e criador da série Final Fantasy; Yuji Horii, diretor e criador da série Dragon Quest; e Akira Toriyama, criador da série de mangá Dragon Ball. Viajando para os Estados Unidos para pesquisar computação gráfica, os três decidiram criar algo que "ninguém havia feito antes". Depois de passar mais de um ano considerando as dificuldades de desenvolver um novo jogo, eles receberam um telefonema de Kazuhiko Aoki, que se ofereceu para produzir. Os quatro se encontraram e passaram quatro dias brainstorming ideias para o jogo. A Square convocou de 50 a 60 desenvolvedores, incluindo o escritor de cenários Masato Kato, a quem a Square designou o planejador de histórias. O desenvolvimento começou no início de 1993. Um funcionário não creditado da Square sugeriu que a equipe desenvolvesse um jogo com o tema viagem no tempo, ao qual Kato inicialmente se opôs, temendo uma jogabilidade repetitiva e enfadonha. Kato e Horii se reuniram várias horas por dia durante o primeiro ano de desenvolvimento para escrever o enredo do jogo. A Square pretendia licenciar o trabalho sob a franquia Seiken Densetsu e deu-lhe o título provisório de Maru Island; Hiromichi Tanaka (o futuro produtor de Chrono Cross) monitorou os primeiros designs de Toriyama. A equipe esperava lançá-lo no planejado Super NES CD-ROM da Nintendo; quando a Nintendo cancelou o projeto, a Square reorientou o jogo para o lançamento em um cartucho padrão de Super Famicom e rebatizou-o como Chrono Trigger. Tanaka deu crédito à plataforma de cartucho ROM por permitir uma transição perfeita para batalhas no mapa de campo.
Aoki acabou produzindo Chrono Trigger, enquanto os créditos de diretor foram atribuídos a Akihiko Matsui, Yoshinori Kitase e Takashi Tokita. Toriyama desenhou a estética do jogo, incluindo personagens, monstros, veículos e a aparência de cada época. Masato Kato também contribuiu com ideias e designs de personagens. Kato planejou apresentar Gaspar como um personagem jogável e Toriyama o esboçou, mas ele foi descartado no início do desenvolvimento. A equipe de desenvolvimento estudou os desenhos de Toriyama para aproximar seu estilo. Sakaguchi e Horii supervisionaram; Sakaguchi foi responsável pelo sistema geral do jogo e contribuiu com várias ideias de monstros. Outros designers notáveis incluem Tetsuya Takahashi, o diretor gráfico, e Yasuyuki Honne, Tetsuya Nomura e Yusuke Naora, que trabalharam como artistas gráficos de campo. Yasuhiko Kamata programou os gráficos e citou o trabalho visual de Ridley Scott no filme Alien, o Oitavo Passageiro (1979) como uma inspiração para a iluminação do jogo. Kamata fez a luminosidade e a escolha de cores do jogo ficar entre a de Secret of Mana e a da série Final Fantasy. Recursos originalmente planejados para serem usados em Secret of Mana ou Final Fantasy IV, também em desenvolvimento na mesma época, foram apropriados pela equipe de Chrono Trigger. De acordo com Tanaka, Secret of Mana (que originalmente pretendia ser Final Fantasy IV) recebeu o codinome de "Chrono Trigger" durante o desenvolvimento antes de ser chamado de Seiken Densetsu 2 (Secret of Mana), e então o nome Chrono Trigger foi adotado para um novo projeto.

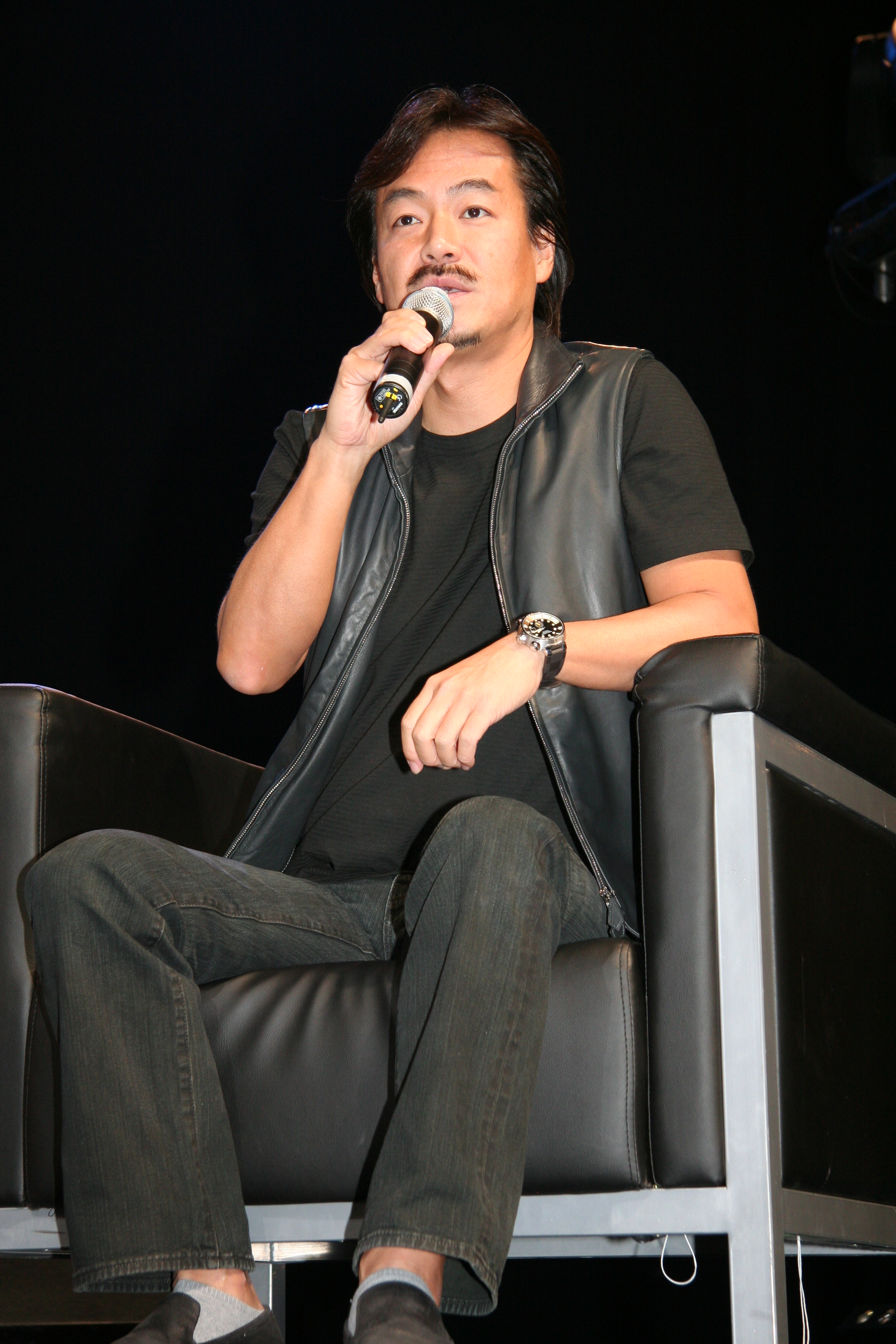
Hironobu Sakaguchi, parte do "Dream Team"

Yuji Horii, um fã de ficção de viagem no tempo (como a série de TV The Time Tunnel), promoveu um tema de viagem no tempo em seu esboço geral da história de Chrono Trigger com contribuições de Akira Toriyama. Ele gostou do cenário do paradoxo do avô em torno de Marle. Sobre o planejamento da história, Horii comentou: "Se há um parque de diversões, eu apenas escrevo que há um parque de diversões; não escrevo nenhum dos detalhes. Em seguida, a equipe faz um brainstorming e apresenta uma variedade de atrações para apresentar." Sakaguchi contribuiu com alguns elementos menores, incluindo o personagem Gato; ele gostava do drama e da reconciliação de Marle com o pai. Masato Kato posteriormente editou e completou o esboço escrevendo a maior parte da história do jogo, incluindo todos os eventos da era de 12.000 a.C. Ele se esforçou para evitar o que descreveu como "uma longa série de tarefas [...] [como] 'faça isso', 'pegue isso', 'derrote esses monstros' ou 'plante esta bandeira'." Kato e outros desenvolvedores realizaram uma série de reuniões para garantir a continuidade, geralmente com a participação de cerca de 30 funcionários.
Kato e Horii inicialmente propuseram a morte de Crono, embora pretendessem que ele continuasse morto; o grupo teria recuperado uma versão anterior e viva dele para completar a missão. A Square considerou o cenário muito deprimente e pediu que Crono fosse trazido de volta à vida mais tarde na história. Kato também concebeu o sistema de finais múltiplos porque não podia ramificar a história para caminhos diferentes. Yoshinori Kitase e Takashi Tokita então escreveram várias subtramas. Eles também desenvolveram o sistema "Active Time Event Logic", "onde você pode mover seu personagem durante as cenas, mesmo quando um NPC está falando com você", e com jogadores "falando com pessoas diferentes e conduzindo a conversa em diferentes direções", permitindo que cada cena "tenha muitas permutações". Kato se tornou amigo do compositor Yasunori Mitsuda durante o desenvolvimento, e eles colaborariam em vários projetos futuros. Katsuhisa Higuchi programou o sistema de batalha, que hospedava o combate no mapa sem transição para um campo de batalha especial, como a maioria dos jogos anteriores da Square. Higuchi notou extrema dificuldade em carregar as batalhas de maneira adequada, sem lentidão ou uma breve tela de carregamento preta. O uso de imagens de monstros animados no jogo consumia muito mais memória do que os jogos anteriores de Final Fantasy, que usavam gráficos estáticos de inimigos.
Hironobu Sakaguchi comparou o desenvolvimento de Chrono Trigger a "[brincar] com o universo de Toriyama", citando a inclusão de sequências humorísticas no jogo que teriam sido "impossíveis com algo como Final Fantasy." Quando a Square sugeriu um personagem de jogador não humano, os desenvolvedores criaram Frog adaptando um dos esboços de Toriyama. A equipe criou o End of Time para ajudar os jogadores com dicas, temendo que eles ficassem presos e precisassem consultar um passo a passo. Os testadores do jogo reclamaram anteriormente que Chrono Trigger era muito difícil; como Horii explicou, "É porque sabemos demais. Os desenvolvedores acham que o jogo está certo; que eles estão sendo muito moles. Eles estão pensando por experiência própria. Os quebra-cabeças eram os mesmos. Muitos jogadores não perceberam coisas que pensamos que eles conseguiriam facilmente." Mais tarde, Sakaguchi citou o desejo incomum dos testadores beta de jogar o jogo uma segunda vez ou "viajar no tempo novamente" como uma afirmação do recurso New Game +: "Sempre que podíamos, tentávamos fazer com que uma ligeira mudança em seu comportamento causasse diferenças sutis nas reações das pessoas, até nos menores detalhes [...] Acho que a segunda jogatina terá um interesse totalmente novo." A reutilização de locais pelo jogo devido à viagem no tempo dificultou a correção de erros, pois as correções causariam consequências indesejadas em outras épocas.

### Música
Chrono Trigger foi composto principalmente por Yasunori Mitsuda, com contribuições do veterano compositor Final Fantasy Nobuo Uematsu e uma faixa composta por Noriko Matsueda. Um programador de som na época, Mitsuda estava descontente com o pagamento e ameaçava deixar a Square se não pudesse compor música. Hironobu Sakaguchi sugeriu que ele compunha-se Chrono Trigger, observando: "talvez seu salário suba". Mitsuda compôs novas músicas e desenhou uma coleção pessoal de peças composta nos dois anos anteriores. Ele refletiu: "Eu queria criar música que não se encaixasse em nenhum gênero estabelecido... música de um mundo imaginário. O diretor do jogo, Masato Kato, era meu amigo íntimo, e então eu sempre conversaria com ele sobre o configuração e cena antes de entrar em escrita ". Mitsuda dormiu em seu estúdio várias noites e atribuiu certas peças - como o tema final do jogo, To Far Away Times - para sonhos inspiradores. Mais tarde ele atribuiu essa música a uma ideia que ele estava desenvolvendo antes de Chrono Trigger, refletindo que a melodia foi feita em dedicação a "uma pessoa certa com quem [ele] queria compartilhar uma geração". Ele também tentou usar leitmotifs do tema principal do Chrono Trigger para criar uma sensação de consistência na trilha sonora. Mitsuda escreveu cada melodia em torno de dois minutos antes de repetir, incomum para os jogos da Square na época. Mitsuda sofreu um acidente de disco rígido que perdeu cerca de quarenta trilhas em progresso. Depois que Mitsuda contraiu úlceras estomacais, Uematsu juntou-se ao projeto para compor dez peças e terminar a pontuação. Mitsuda voltou a assistir ao fim da equipe antes do lançamento do jogo, chorando ao ver a cena acabada.

## Recepção
Chrono Trigger é frequentemente listado entre os maiores jogos de videogame de todos os tempos, o ranking do site IGN de “100 melhores jogos de todos os tempos” numerou o jogo no décimo terceiro lugar no final de 2005, segundo lugar em 2006, e décimo oitavo lugar em 2007. O GameSpot inclui o jogo na sua lista “The Greatest Games of All Time” divulgada em abril de 2006. Além disso a Nintendo Power nomeou o jogo como o quinto melhor jogo do Super NES.[carece de fontes?]
No geral, os críticos elogiaram Chrono Trigger por sua história, gráficos, trilha sonora inigualável, jogabilidade simples mas inovadora, e o valor de replay elevado proporcionada por vários finais. O jogo foi um dos mais vendidos no Japão, vendendo mais de 2,36 milhões de cópias no Japão e 290.000 no exterior. O jogo terminou 1995 como o terceiro jogo mais vendido do ano atrás apenas de Dragon Quest VI : Realms of Revelation e Donkey Kong Country 2: Diddy's Kong Quest.

## Premiações e indicações
| Ano  | Premiação                                      | Categoria             | Status   |
| ---- | ---------------------------------------------- | --------------------- | -------- |
| 2008 | National Academy of Video Game Trade Reviewers | Design de personagem  | Indicado |
| 2008 | National Academy of Video Game Trade Reviewers | Renascimento Clássico | Venceu   |

## Versões do jogo
As versões para PlayStation e Nintendo DS possuem os mesmos gráficos da versão de Super Nintendo, porém a versão lançada para o DS faz uso de outro sistema de som, com leves características modificadas. Ambas possuem a adição de CG, que são vídeos animados que mostram cenas da história do jogo. A versão de PS1 foi vendida num pacote chamado Final Fantasy Chronicles, que contém Chrono Trigger e Final Fantasy IV. A Versão DS foi adaptada para se jogar com as duas telas do aparelho, além de melhorias na tradução do texto, dungeons extras e um final extra que une ainda mais Chrono Trigger e Chrono Cross.
Além dessas versões, Chrono Trigger também foi lançado para Android, iOS e PC. Essas versões tiveram base na versão de Nintendo DS.

## Legado
A partir de Chrono Trigger, surgiram outros jogos da série Chrono.